# أعلى الدور (المهرة)

تعديل مصدري - تعديل

أعلى الدور هي إحدى قرى مديرية حات التابعة لمحافظة المهرة، بلغ تعداد سكانها 92 نسمة حسب تعداد اليمن لعام 2004.